# Stade Lat-Dior
Le stade Lat-Dior est un stade polyvalent sénégalais, situé à Thiès. Il porte le nom de Lat Dior, ancien damel et grande figure de la résistance contre la pénétration coloniale française.
Le 23 mars 2019, il accueille pour la première fois un match de l'équipe nationale du Sénégal de football, contre Madagascar en match de qualification pour la Coupe d'Afrique des nations de football 2019.
Le stade a également accueilli des matchs des équipes nationales locales et des sections jeunes. En octobre 2019, le stade accueille pour la première fois une compétition sous-régionale, en l'occurrence la coupe de l'UFOA. 
Le Stade Lat Dior est l'un des rares stades sénégalais doté d'une pelouse naturelle, les autres régionaux étant équipés de gazon synthétique. 
Ses 10 000 places font de lui en 2019 le troisième stade du Sénégal en termes de capacité, derrière le stade Léopold-Sédar-Senghor et le stade Demba-Diop.

## Histoire
En réalité le stade Lat Dior a été inauguré le 3 avril 1979 par feu le président Léopold Sedar Senghor. Il comptait une seule tribune d’une capacité d’environ 2 000 places, une piste d'athlétisme, un terrain de handball et un terrain de basketball avec une petite tribune. Sa réfection et l’augmentation du nombre de places par l’élargissement et la construction de nouvelles tribunes faisaient partie du projet des grands chantiers de Thies d’Idrissa Seck. 
Devant la défection du stade Léopold Sédar Senghor de Dakar, des travaux de mise aux normes avaient été envisagés pour permettre au stade Lat Dior d'accueillir en mars 2013 la rencontre entre le Sénégal et l’Angola pour le compte des éliminatoires de la Coupe du monde de football de 2014. Mais pour le moment, le stade Lat Dior – comme le stade Maniang Soumaré – ne semble pas remplir les conditions pour accueillir des compétitions de très haut niveau. Le match a finalement eu lieu à Conakry (Guinée).
Il est en phase de reconstruction, c'est déjà gazonné et les tribunes ont déjà la couleur traditionnelle du Sénégal, c'est-à-dire le vert, jaune  et le rouge. Il est reconstruit grâce à la réfection du stade Léopold-Sédar-Senghor.